# Fat Actress
Fat Actress è una sitcom americana che ha per protagonista Kirstie Alley, basata in parte sulla sua vera storia, ma non autobiografica. In Italia è andata in onda su Fox Life.
La storia è quella di una famosa attrice di Hollywood, Kirstie Alley, che aumentata troppo di peso si vede costretta a rendersi conto che questo ha influito così tanto sulla sua carriera che se non si decide a risolvere il problema nessuno la farà mai più lavorare.

## Ospiti celebri
Per rendere la sitcom più realistica molti personaggi sono intervenuti interpretando se stessi.
- John Travolta
- Mayim Bialik
- Kelly Preston
- Larry King
- Merv Griffin
- Rhea Perlman
- Jeff Zucker
- Carmen Electra
- Leah Remini
- Melissa Gilbert
- Alex Trebek
- Mo Collins

## Episodi
| Stagione       | Episodi | Prima TV Originale | Prima TV Italia |
| -------------- | ------- | ------------------ | --------------- |
| Prima stagione | 7       | 2005               |                 |